# Алесандрија (Кунео)
Алесандрија (итал. Alessandria) је насеље у Италији у округу Кунео, региону Пијемонт.
Према процени из 2011. у насељу је живело 30 становника. Насеље се налази на надморској висини од 250 м.